# Мац Роман
Роман Мац (26 квітня 1932, с. Молодич, тепер Гміна В'язівниця, Ярославський повіт, Підкарпатське воєводство — 6 квітня 2020, США) — український і американський військовий діяч, підприємець, меценат.

## Життєпис

Зліва направо: Марія Боднаренко-Ріпецька «Оксана», Володимир Хомин-Чарський «Беркут», Роман Мац, Марія Ровенчук-Лабунька «Ірина» та Євген Кохалик «Шахай» (Регенсбург, Баварія, березень 1949)/

Народився в українському селі Молодич в Закерзонні. У сім'ї було шестеро братів і дві сестри. 
До школи почав ходити в 1938 році, а продовжив навчання вже під час радянської окупації. 
З 1944 року виконував доручення ОУН, з 1945 року — розвідувальні завдання для УПА, зокрема для сотень Шума і Калиновича. Переселений з сім'єю на територію Східної Пруссії. 
В 1948 разом із групою вояків УПА під командою сотенного Тучі прибув до Західної Німеччини. Мешкав у таборах для переселенців у Регенсбурзі та Міттенвальді, де навчався в українській гімназії. 
У 1950 році емігрував до США. Учасник Корейської війни 1950–53 у складі американської армії. Закінчив музичний факультет Колумбійського університету в 1960 році. Пізніше навчався в аспірантурі Нью-Йоркського університету, де темою його дослідження було порівняння класичної музики з літературою. 
В 1968 році одружився з Анною Мац (уроджена Федак), розпочав свій бізнес і заснував фірму RDM Enterprises, яка виготовляла частини для струнних інструментів. 
Після проголошення незалежності України співпрацював з українськими підприємствами. Матеріально підтримував Міжнародний музичний фестиваль у Києві, допомагав Львівській музичній школі ім. С. Крушельницької, Львівські музичній академії, Одеській філармонії та іншим закладам.  

## Праці
- «Крутими стежками до волі» (Дрогобич, 2005; Л.)